# Bibendum

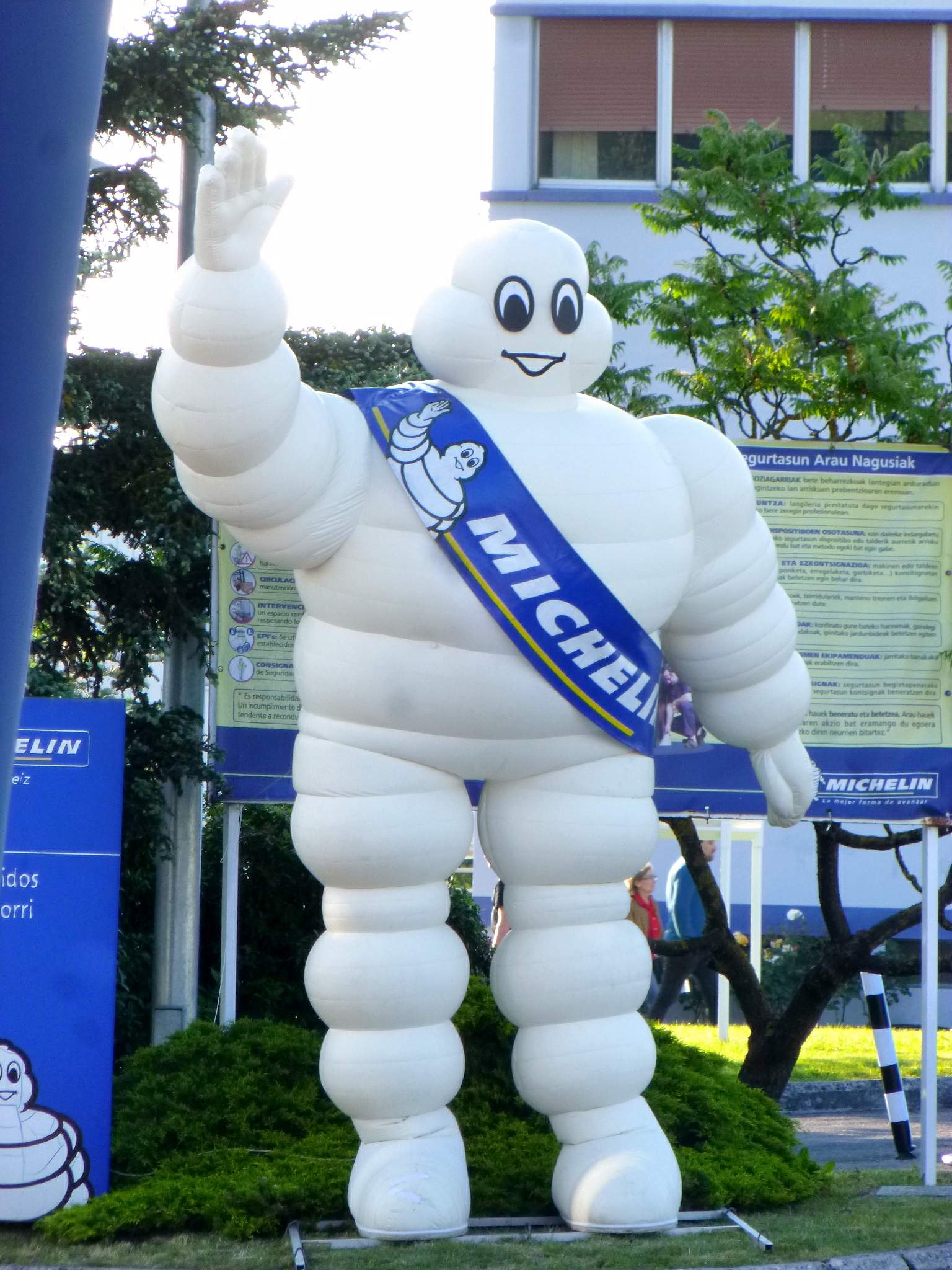
Bibendum

Bibendum (również ludzik Michelin, wymowa: bibɛ̃dɔm) – maskotka i symbol francuskiego przedsiębiorstwa Michelin używany w logo firmy jak i jej kampaniach reklamowych. Jest to jeden z najstarszych zarejestrowanych znaków towarowych, zaprezentowany po raz pierwszy podczas wystawy światowej w Lyonie w 1894 roku.
Nazwa Bibendum pochodzi od łacińskiej sentencji Nunc est bibendum (Pora pić) z Ody XXXVII Horacego, która została umieszczona na jednym z pierwszych plakatów z tą postacią. Ludzik przypomina swoim wyglądem połączone ze sobą białe opony. Przez wiele lat istnienia nieco zmieniał swój wizerunek, początkowo był otyły, nosił binokle i palił cygaro, natomiast obecnie ukazywany jest często w biegu, by podkreślić sportowy charakter przedsiębiorstwa.

## Galeria

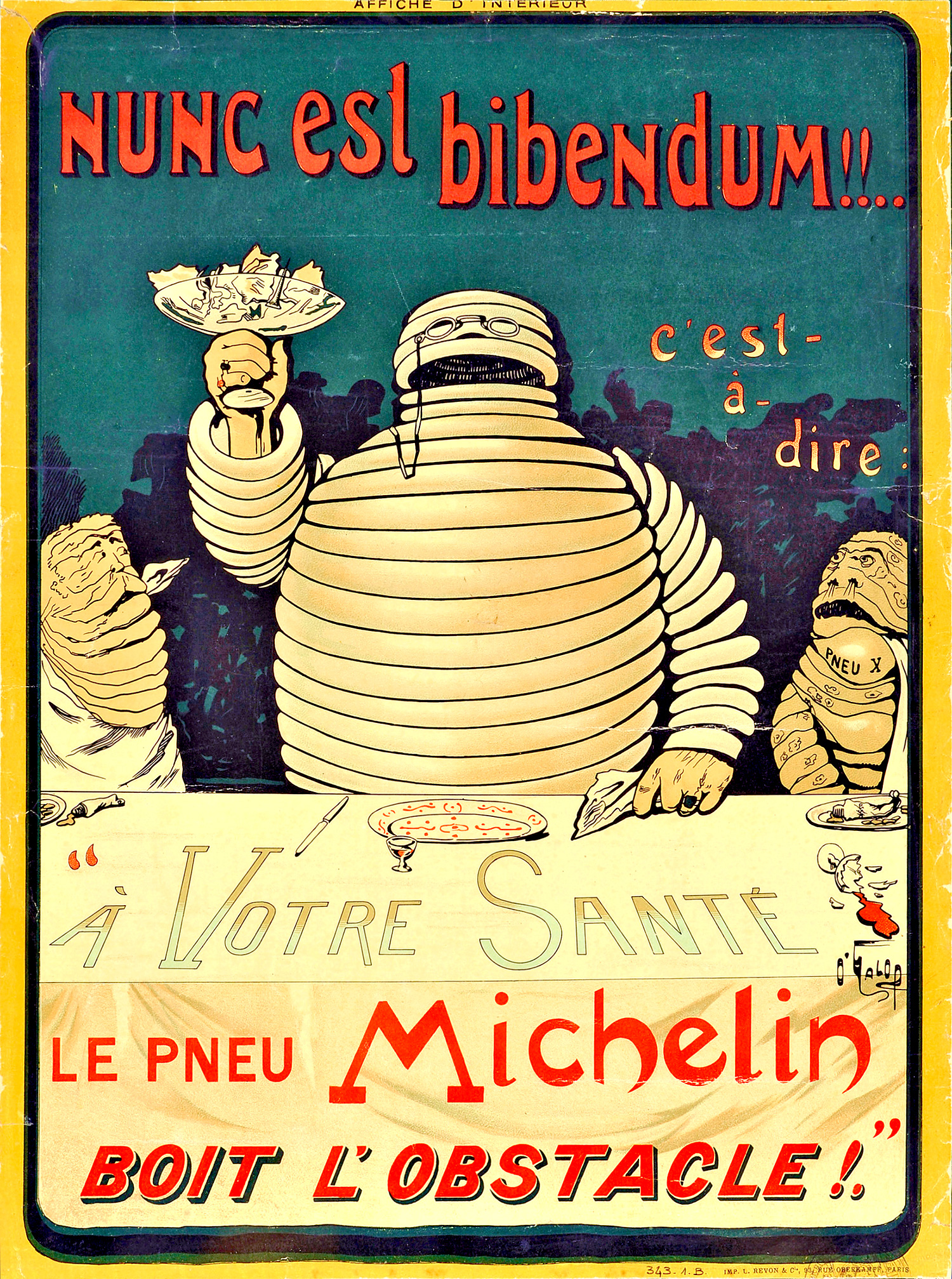
Plakat Nunc est bibendum z 1898
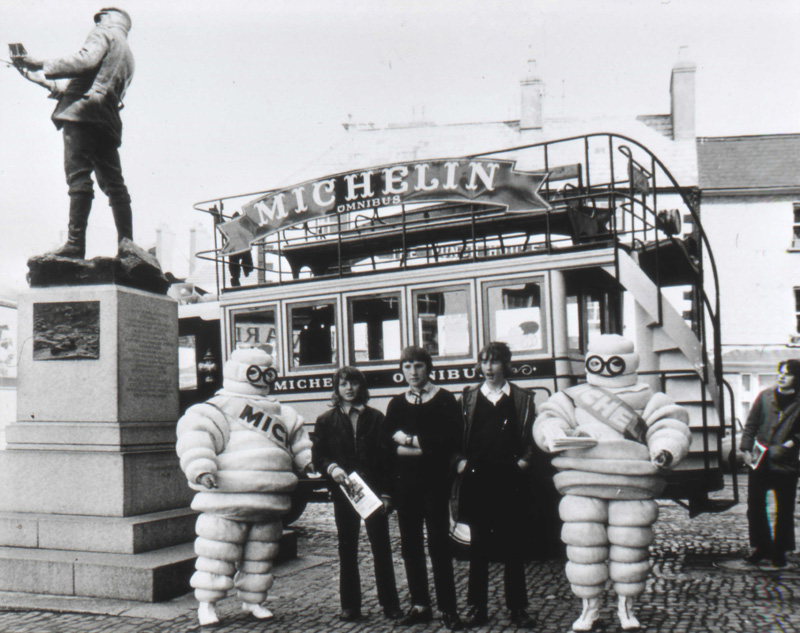
Mężczyźni w kostiumach Bibendum w latach 60. XX wieku
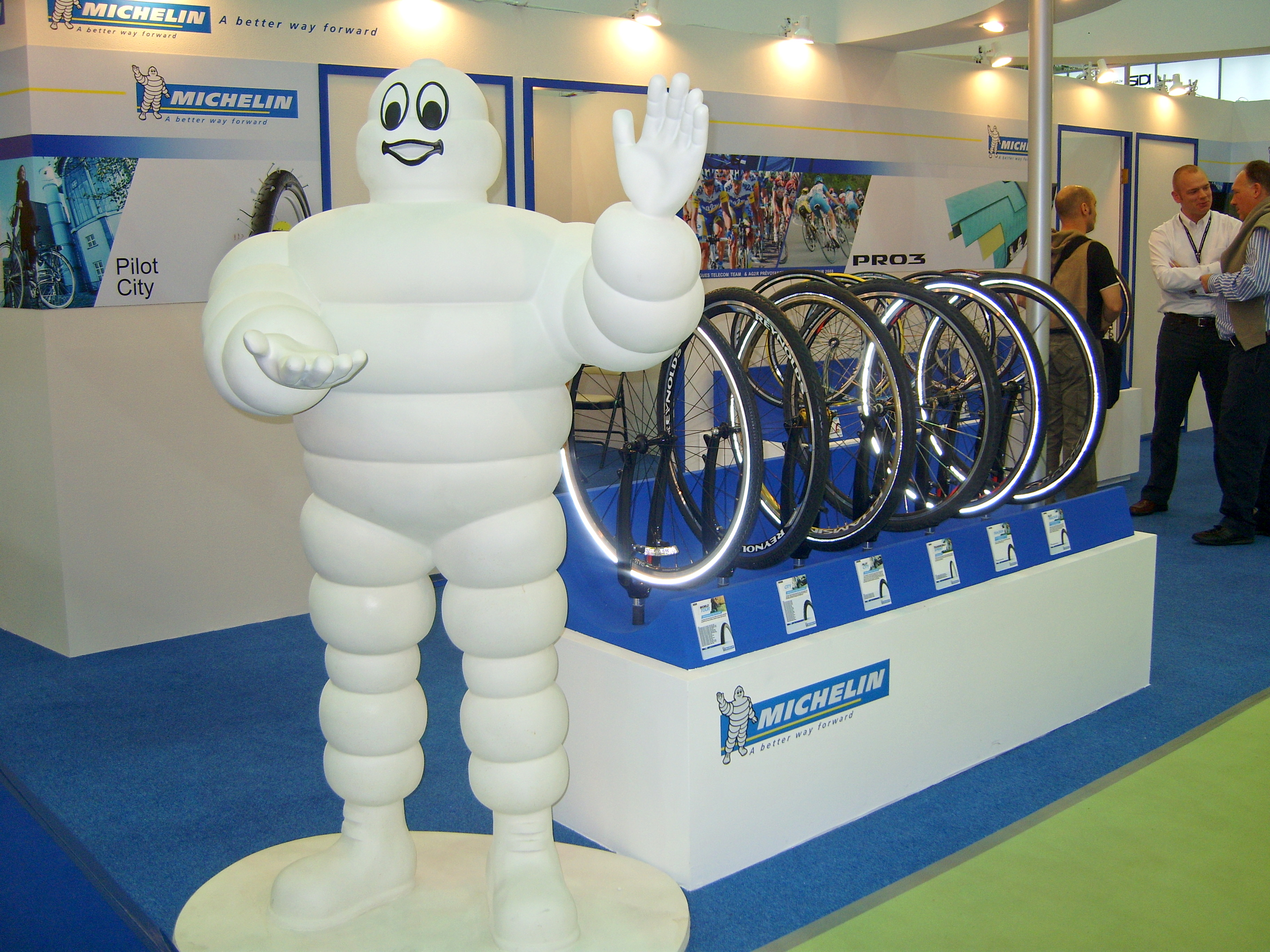
Figurka Bibendum na targach w Tajpej
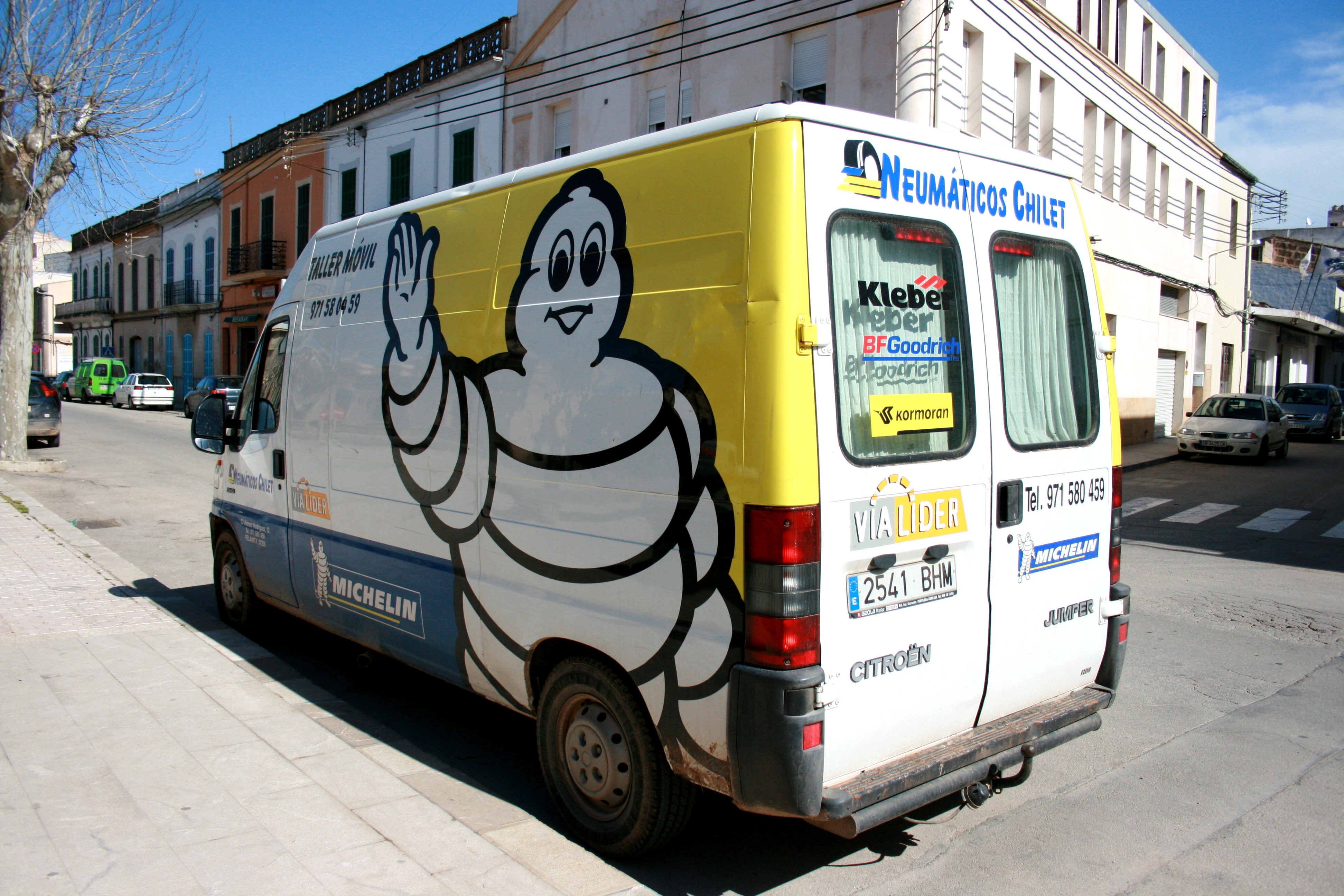
Ciężarówka z wizerunkiem ludzika Bibendum